# Mallotoblatta kraussi
Mallotoblatta kraussi är en kackerlacksart som beskrevs av Adelung 1905. Mallotoblatta kraussi ingår i släktet Mallotoblatta och familjen småkackerlackor. Inga underarter finns listade i Catalogue of Life.